# 塔博尔山
44°59′N 05°51′E / 44.983°N 5.850°E

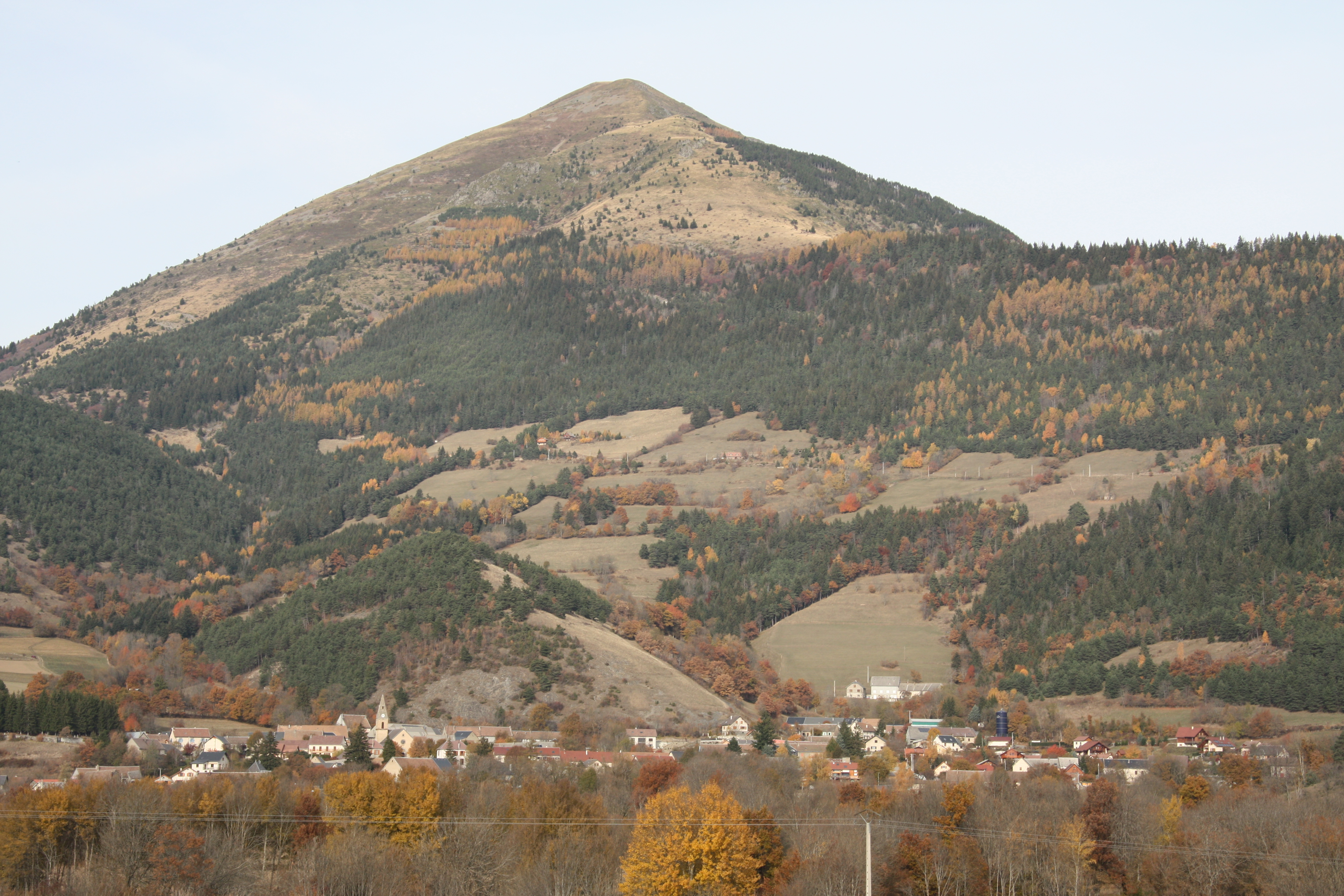

塔博尔山（法語：Tabor），是法國的山峰，位於該國東南部，由伊澤爾省負責管轄，屬於多菲内前阿尔卑斯山脉的一部分，海拔高度2,389米，每年平均降雨量1,393毫米。